# 폭스바겐그룹코리아
폭스바겐그룹코리아는 ‘한국의 모빌리티 변화를 선도하다'라는 비전 실현을 목표로, 산하 네 개 브랜드에 걸친 다양한 제품 포트폴리오 및 전동화를 앞세운 미래전략을 통해 한국의 지속가능한 모빌리티 변화에 앞장서고 있다.
폭스바겐그룹코리아 산하에 폭스바겐 부문, 아우디 부문, 벤틀리 부문, 람보르기니 부문을 두고 있으며, 고객의 다양한 라이프스타일과 개성에 부합하는 폭넓은 브랜드의 제품들을 수입•판매하며 한국 수입차시장 성장에 기여하고 있다.
폭스바겐그룹은 유럽 최대의 자동차 그룹으로, 독일 볼프스부르크(Wolfsburg)에 본사를 두고 있으며, 산하에 12개의 브랜드 - 폭스바겐(Volkswagen), 아우디(Audi), 포르쉐(Porche), 벤틀리(Bentley), 람보르기니(Lamborghini), 스코다(Škoda), 세아트(SEAT), 쿠프라(Cupra), 두카티(Ducati), 스카니아(Scania), 만(MAN) - 를 거느리고 있다.

## 유통

### 대한민국
아우디 AG는 100% 지분율로 2004년 7월 2일 폭스바겐그룹코리아를 설립하여 대한민국 내에서 폭스바겐(Volkswagen), 아우디(Audi), 벤틀리(Bentley), 람보르기니(Lamborghini) 제품을 수입·유통하고 있다.

## 같이 보기
- 폭스바겐 AG
- 아우디 AG
- 벤틀리 모터스
- 람보르기니